# Magadinella mineuri
Magadinella mineuri är en armfotingsart som beskrevs av Richardson 1987. Magadinella mineuri ingår i släktet Magadinella och familjen Terebratellidae. Inga underarter finns listade i Catalogue of Life.